# Gyümölcsgalambformák

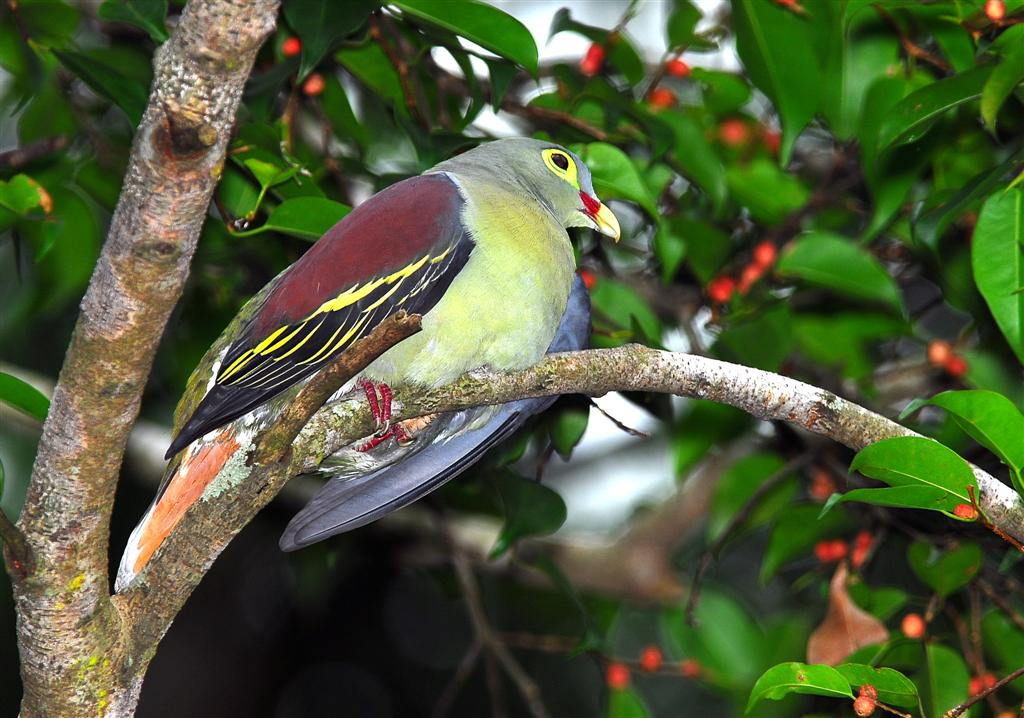
Papagájcsőrű zöldgalamb (Treron curvirostra)

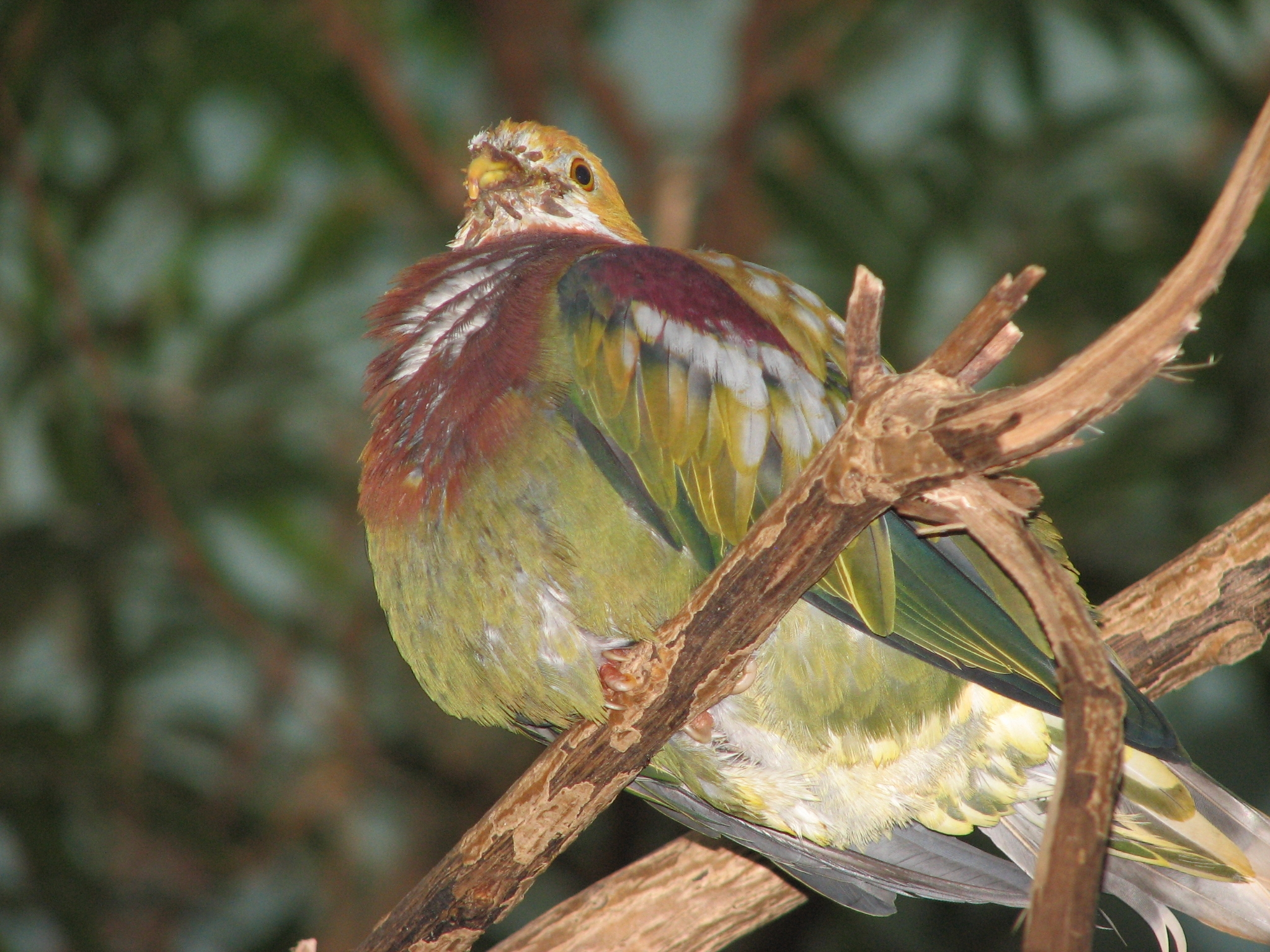
Ékszer gyümölcsgalamb (Ptilinopus ornatus)

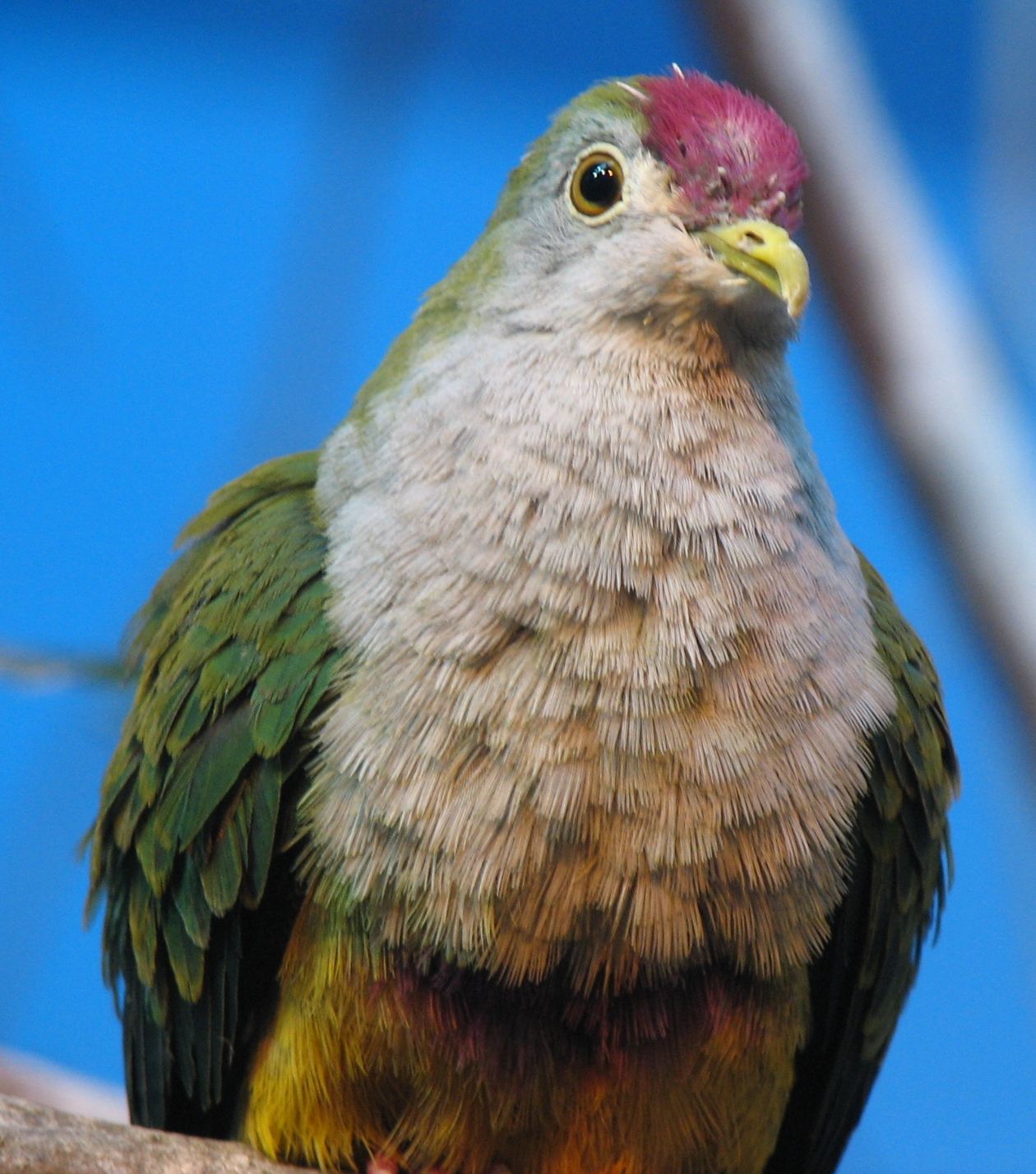
Vörössapkás gyümölcsgalamb (Ptilinopus pulchellus)

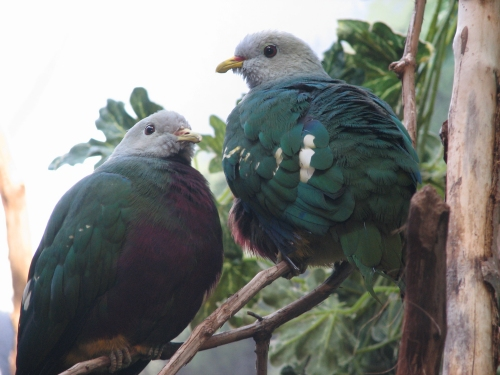
Wompoo-gyümölcsgalamb (Ptilinopus magnificus)

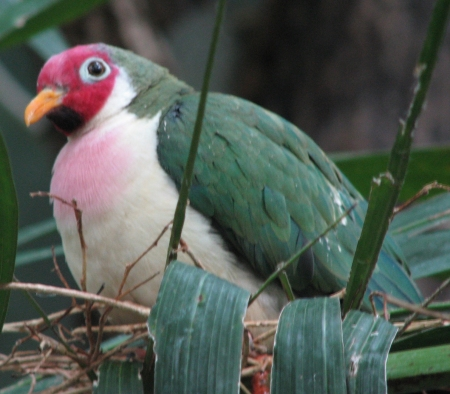
Jambu gyümölcsgalamb (Ptilinopus jambu)

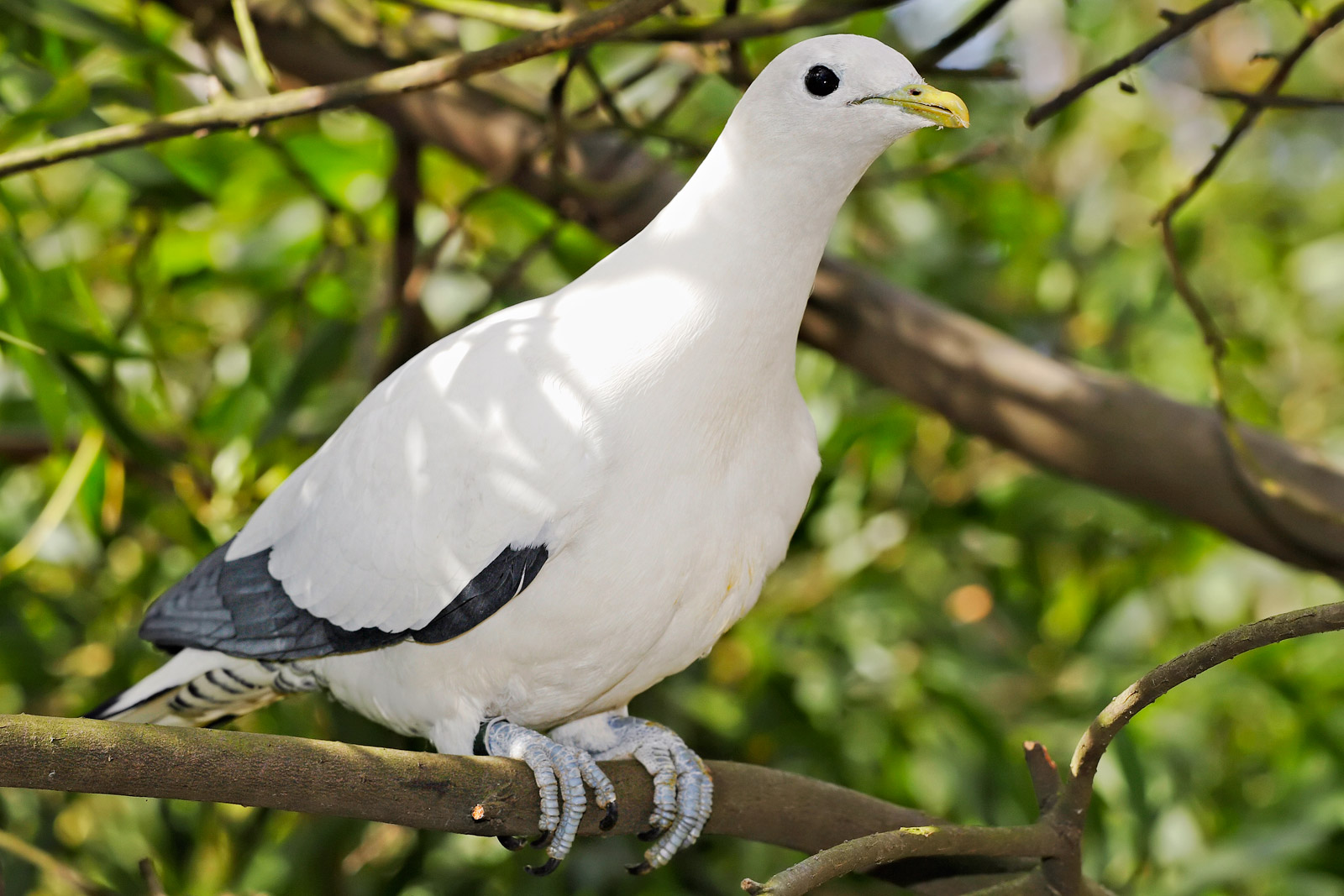
Kétszínű gyümölcsgalamb (Ducula bicolor)

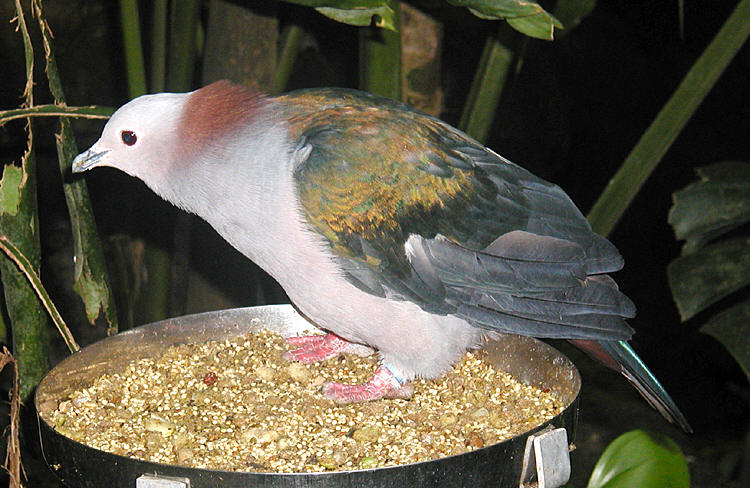
Bronz császárgalamb (Ducula aenea)

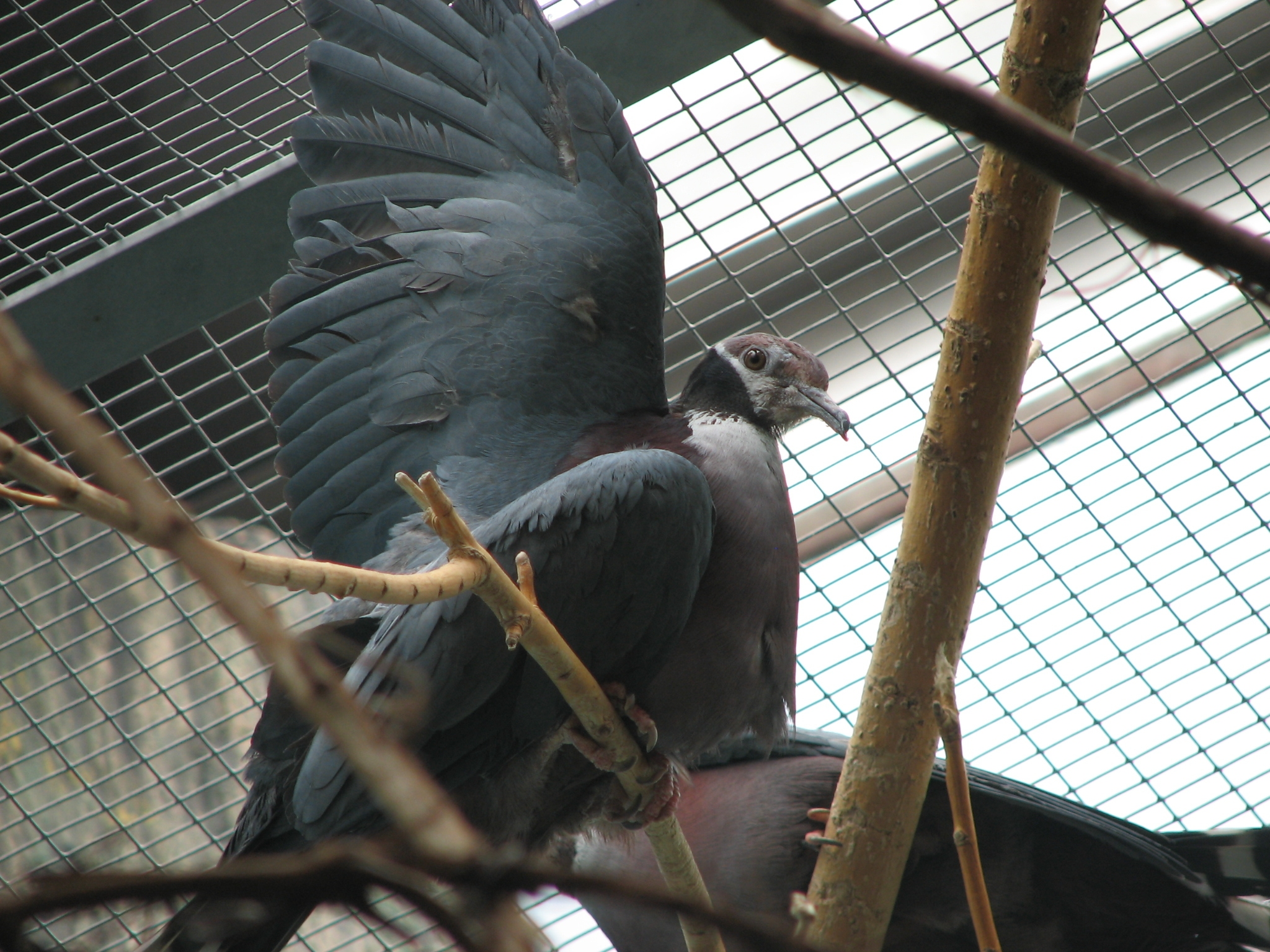
Müller-császárgalamb (Ducula mullerii)

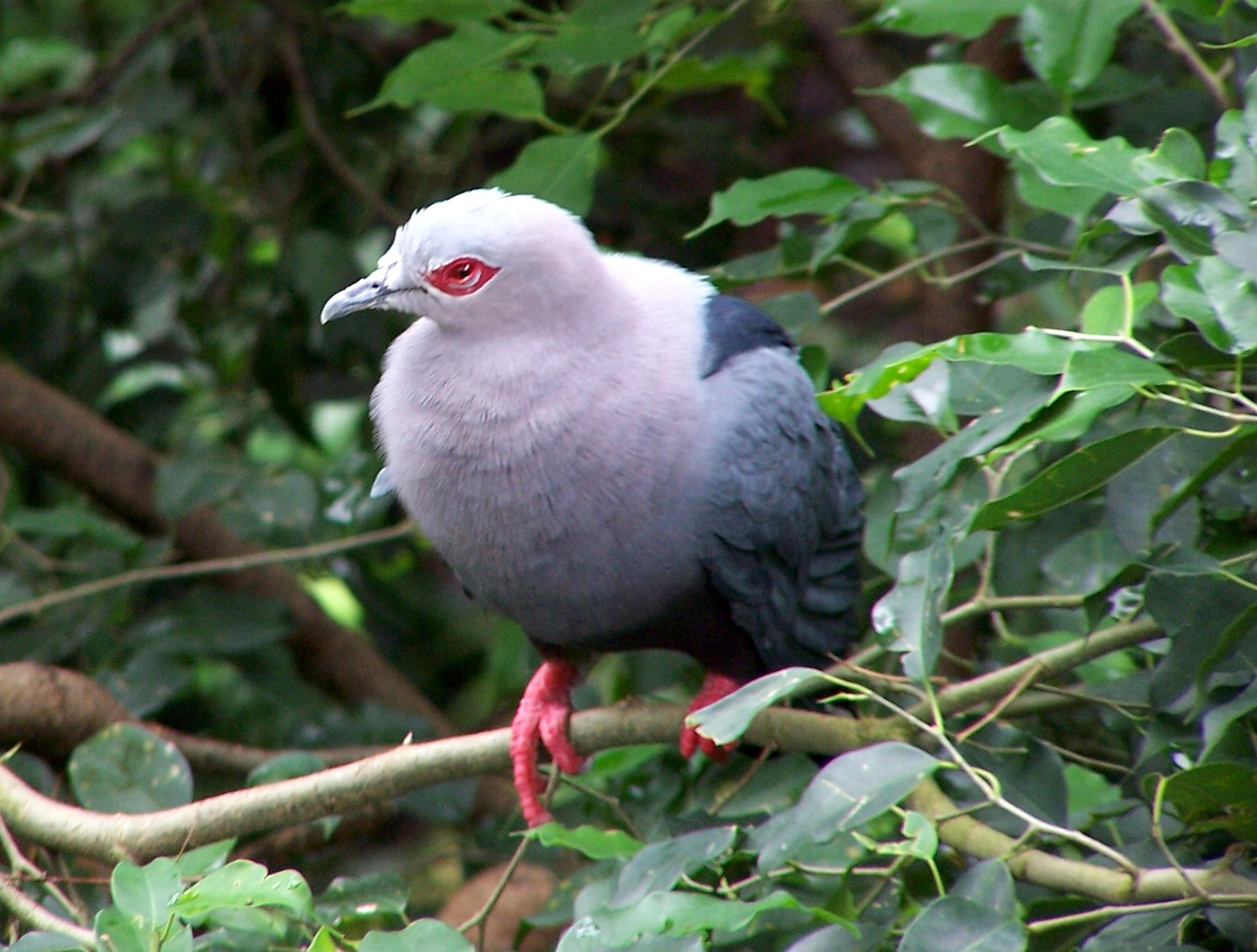
Pinon-szigeti császárgalamb (Ducula pinon)

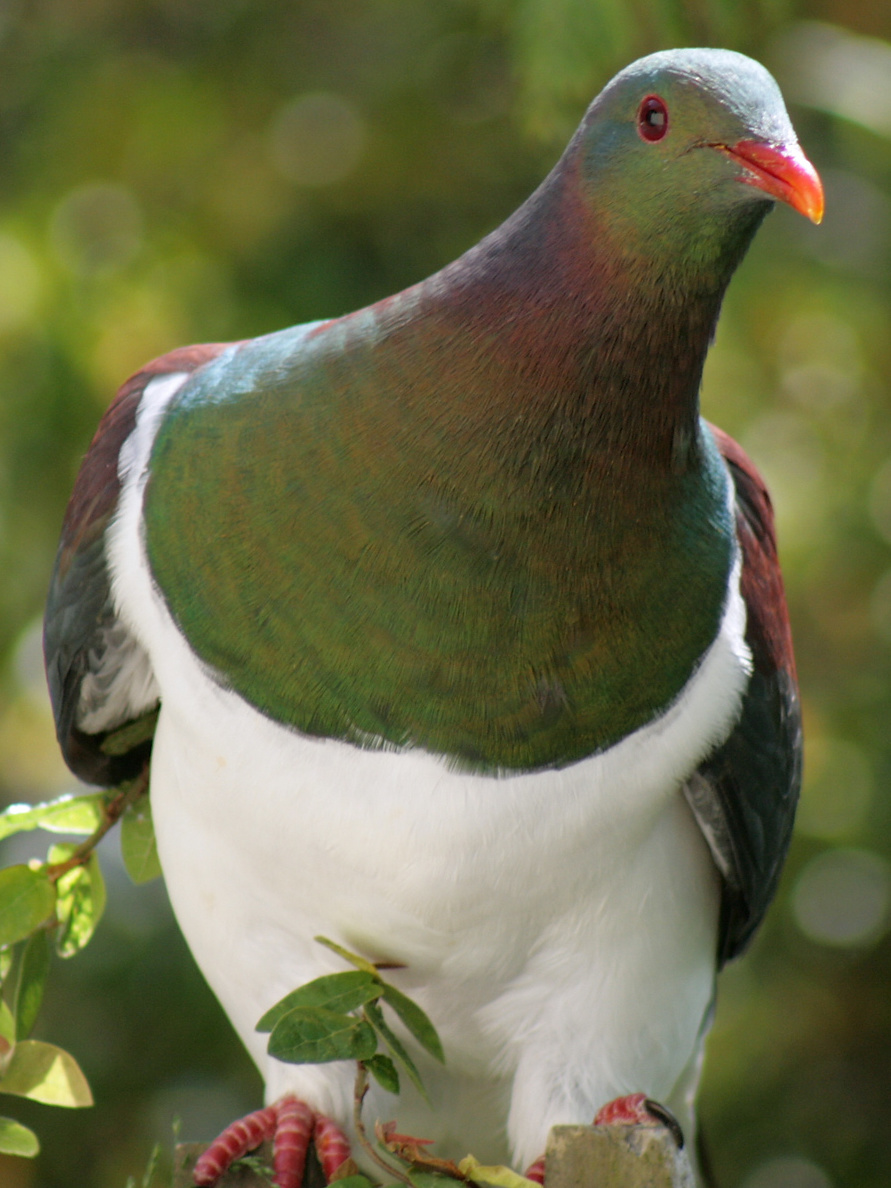
Óriás gyümölcsgalamb (Hemiphaga novaeseelandiae)

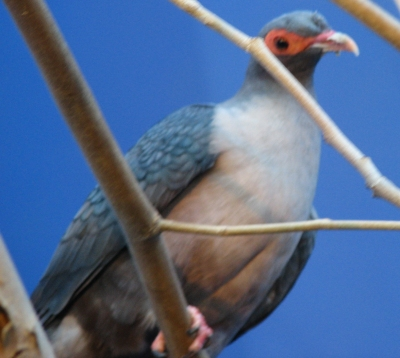
Pápua gyümölcsgalamb (Gymnophaps albertisii)

A gyümölcsgalambformák (Treroninae) a madarak osztályának galambalakúak (Columbiformes) rendjébe és a galambfélék (Columbidae) családjába tartozó alcsalád.

## Rendszerezés
Az alcsaládjába az alábbi 10 nem és 122 faj tartozik:
- Phapitreron (Bonaparte, 1854) – 3 faj
  - fehérfülű gyümölcsgalamb (Phapitreron leucotis)
  - ametiszt gyümölcsgalamb (Phapitreron amethystinus) más néven (Phapitreron amethystina)
  - szürkefülű gyümölcsgalamb (Phapitreron cinereiceps)

- Treron (Vieillot, 1816) – 23 faj
  - nyílfarkú zöldgalamb (Treron apicauda)
  - pirosvállú zöldgalamb (Treron australis)
  - fahéjfejű zöldgalamb (Treron fulvicollis)
  - szürkefejű zöldgalamb (Treron olax)
  - Pompadour-zöldgalamb (Treron pompadora)
  - papagájcsőrű zöldgalamb (Treron curvirostra)
  - floresi zöldgalamb (Treron floris)
  - tajvani zöldgalamb (Treron formosae)
  - fehérhasú lombgalamb (Treron sieboldii))
  - hegyesfarkú zöldgalamb (Treron sphenurus) más néven (Treron sphenura)
  - szumba-szigeti zöldgalamb (Treron teysmannii)
  - rózsaszínhasú zöldgalamb (Treron vernans)
  - sárgahasú lombgalamb más néven papagájgalamb (Treron waalia)
  - timori zöldgalamb (Treron psittacea)
  - vastagcsőrű zöldgalamb (Treron capellei)
  - pemba-szigeti zöldgalamb (Treron pembaensis)
  - São Tomé-i zöldgalamb (Treron sanctithomae)
  - fehérhasú zöldgalamb (Treron seimundi)
  - szürkemaszkos zöldgalamb (Treron griseicauda)
  - bengáli lombgalamb (Treron bicincta)
  - afrikai lombgalamb (Treron calva)
  - szumátrai zöldgalamb (Treron oxyura)
  - sárgalábú zöldgalamb (Treron phoenicoptera)

- Ptilinopus (Swainson, 1825) – 55 faj
  - feketehátú gyümölcsgalamb (Ptilinopus cinctus)
  - feketeörves gyümölcsgalab (Ptilinopus alligator)
  - vöröstarkójú gyümölcsgalamb (Ptilinopus dohertyi)
  - rózsásfejű gyümölcsgalamb (Ptilinopus porphyreus)
  - karmazsin gyümölcsgalamb (Ptilinopus marchei)
  - Merrill-gyümölcsgalamb (Ptilinopus merrilli)
  - sárgamellű gyümölcsgalamb (Ptilinopus occipitalis)
  - vörösfülű gyümölcsgalamb (Ptilinopus fischeri)
  - jambu gyümölcsgalamb (Ptilinopus jambu)
  - Ptilinopus epius[1]
  - barnaállú gyümölcsgalamb (Ptilinopus subgularis)
  - Sula-szigeteki gyümölcsgalamb (Ptilinopus mangoliensis)
  - feketeállú gyümölcsgalamb (Ptilinopus leclancheri)
  - skarlátmellű gyümölcsgalamb (Ptilinopus bernsteinii)
  - Wompoo-gyümölcsgalamb (Ptilinopus magnificus)
  - gyöngyös gyümölcsgalamb (Ptilinopus perlatus)
  - ékszer gyümölcsgalamb (Ptilinopus ornatus)
  - Tanna-szigeti gyümölcsgalamb (Ptilinopus tannensis)
  - aranyfejű gyümölcsgalamb (Ptilinopus aurantiifrons)
  - fehértorkú gyümölcsgalamb (Ptilinopus wallacii)
  - pompás gyümölcsgalamb (Ptilinopus superbus)
  - sárgás gyümölcsgalamb (Ptilinopus perousii)
  - bíborfejű gyümölcsgalamb (Ptilinopus porphyraceus)
  - bíborsapkás gyümölcsgalamb (Ptilinopus ponapensis)
  - Kosrae-szigeti gyümölcsgalamb (Ptilinopus hernsheimi)
  - palaui gyümölcsgalamb (Ptilinopus pelewensis)
  - Cook-szigeteki gyümölcsgalamb (Ptilinopus rarotongensis)
  - Mariana-szigeteki gyümölcsgalamb (Ptilinopus roseicapilla)
  - rózsaszínsapkás gyümölcsgalamb (Ptilinopus regina)
  - ezüstsapkás gyümölcsgalamb (Ptilinopus richardsii)
  - tahiti gyümölcsgalamb (Ptilinopus purpuratus)
  - makatea-szigeti gyümölcsgalamb (Ptilinopus chalcurus)
  - Tuamotu-szigeteki gyümölcsgalamb (Ptilinopus coralensis)
  - Grey-gyümölcsgalamb (Ptilinopus greyii)
  - Rapa-szigeti gyümölcsgalamb (Ptilinopus huttoni)
  - fehérsapkás gyümölcsgalamb (Ptilinopus dupetithouarsii)
  - Marquises-szigeteki gyümölcsgalamb (Ptilinopus mercierii) - kihalt
  - koronás gyümölcsgalamb (Ptilinopus coronulatus)
  - Henderson-szigeti gyümölcsgalamb (Ptilinopus insularis)
  - vörössapkás gyümölcsgalamb (Ptilinopus pulchellus)
  - kéksapkás gyümölcsgalamb (Ptilinopus monacha)
  - fehérörves gyümölcsgalamb (Ptilinopus rivoli)
  - pajzsos gyümölcsgalamb (Ptilinopus solomonensis)
  - vörösmellű gyümölcsgalamb (Ptilinopus viridis)
  - fehérfejű gyümölcsgalamb (Ptilinopus eugeniae)
  - narancshasú gyümölcsgalamb (Ptilinopus iozonus)
  - Bismarck-szigeteki gyümölcsgalamb (Ptilinopus insolitus)
  - kékfejű gyümölcsgalamb (Ptilinopus hyogastrus)
  - bütyköscsőrű gyümölcsgalamb (Ptilinopus granulifrons)
  - feketetarkójú gyümölcsgalamb (Ptilinopus melanospilus)
  - törpe-gyümölcsgalamb (Ptilinopus nainus)
  - negrosi gyümölcsgalamb (Ptilinopus arcanus)
  - aranyos gyümölcsgalamb (Ptilinopus luteovirens)
  - narancsszínű gyümölcsgalamb (Ptilinopus victor)
  - sárgafejű gyümölcsgalamb (Ptilinopus layardi)

- Drepanoptila (Bonaparte, 1855) – 1 faj
  - hasított-tollú gyümölcsgalamb (Drepanoptila holosericea)

- Alectroenas (Gray, 1840) – 4 faj
  - madagaszkári gyümölcsgalamb (Alectroenas madagascariensis)
  - Seychelle-szigeteki gyümölcsgalamb (Alectroenas pulcherrima)
  - Comore-szigeteki gyümölcsgalamb (Alectroenas sganzini)
  - mauritiusi gyümölcsgalamb (Alectroenas nitidissima) – kihalt

- Ducula (Hodgson, 1836) – 44 faj
  - sávosfarkú császárgalamb (Ducula poliocephala)
  - fehérhasú császárgalamb (Ducula forsteni)
  - mindorói császárgalamb (Ducula mindorensis)
  - szürkefejű császárgalamb (Ducula radiata)
  - pettyes császárgalamb (Ducula carola)
  - bronz császárgalamb (Ducula aenea)
  - nikobár-szigeteki császárgalamb (Ducula nicobarica)
  - serami császárgalamb (Ducula neglecta)
  - enggano-szigeti császárgalamb (Ducula oenothorax) 
  - elegáns császárgalamb (Ducula concinna)
  - fehérszemű császárgalamb (Ducula perspicillata)
  - bütykös császárgalamb (Ducula pacifica)
  - mikronéz császárgalamb (Ducula oceanica)
  - polinéz császárgalamb (Ducula aurorae)
  - Marquises-szigeteki császárgalamb (Ducula galeata)
  - vörösbütykös császárgalamb (Ducula rubricera)
  - feketebütykös császárgalamb (Ducula myristicivora)
  - biak-szigeti császárgalamb (Ducula geelvinkiana)
  - bíborfarkú császárgalamb (Ducula rufigaster)
  - fahéjmellű császárgalamb (Ducula basilica)
  - Finsch-császárgalamb (Ducula finschii)
  - fénylő császárgalamb (Ducula chalconota)
  - rózsásfejű császárgalamb (Ducula rosacea)
  - karácsony-szigeti császárgalamb (Ducula whartoni)
  - borneói császárgalamb (Ducula pickeringii)
  - salamon-szigeteki császárgalamb (Ducula pistrinaria)
  - Brenchley-császárgalamb (Ducula brenchleyi)
  - Baker-császárgalamb (Ducula bakeri)
  - barnafarkú császárgalamb (Ducula latrans)
  - új-kaledón császárgalamb (Ducula goliath)
  - Pinon-szigeti császárgalamb (Ducula pinon)
  - Müller-császárgalamb (Ducula mullerii)
  - Bismarck-szigeti császárgalamb (Ducula melanochroa)
  - örvös császárgalamb (Ducula zoeae)
  - hegyi császárgalamb (Ducula badia)
  - feketehátú császárgalamb (Ducula lacernulata)
  - timori császárgalamb (Ducula cineracea)
  - kétszínű gyümölcsgalamb (Ducula bicolor)
  - fehér császárgalamb (Ducula luctuosa)
  - Torresian-császárgalamb (Ducula spilorrhoa)
  - Kimberley-császárgalamb (Ducula constans)
  - sárgás császárgalamb (Ducula subflavescens)
  - Henderson-szigeti császárgalamb (Ducula harrisoni)  – kihalt

- Hemiphaga (Bonaparte, 1854) – 2 faj
  - óriás-gyümölcsgalamb (Hemiphaga novaeseelandiae)
  - Chatham-szigeteki gyümölcsgalamb (Hemiphaga chathamensis)

- Lopholaimus (Gould, 1841) – 1 faj
  - kontyos gyümölcsgalamb (Lopholaimus antarcticus)

- Cryptophaps (Salvadori, 1893) – 1 faj
  - foltoshasú gyümölcsgalamb (Cryptophaps poecilorrhoa)

- Gymnophaps (Salvadori, 1874) – 4 faj
  - pápua gyümölcsgalamb (Gymnophaps albertisii)
  - hosszúfarkú hegyi gyümölcsgalamb (Gymnophaps mada)
  - malaita-szigeti gyümölcsgalamb (Gymnophaps solomonensis)
  - serami gyümölcsgalamb (Gymnophaps stalkeri)